# Кікул (гміна)
Гміна Кікул (пол. Gmina Kikół) — місько-сільська гміна у північній Польщі. Належить до Ліпновського повіту Куявсько-Поморського воєводства.
Станом на 31 грудня 2011 у гміні проживало 7336 осіб.

## Площа
Згідно з даними за 2007 рік площа гміни становила 98.20 км², у тому числі:
- орні землі: 84.00%
- ліси: 2.00%

Таким чином, площа гміни становить 9.67% площі повіту.

## Населення
Станом на 31 грудня 2011:
| Опис     | Загалом | Загалом | Чоловіки | Чоловіки | Жінки | Жінки |
| -------- | ------- | ------- | -------- | -------- | ----- | ----- |
| одиниця  | осіб    | %       | осіб     | %        | осіб  | %     |
| все      | 7336    | 100     | 3726     | 50.79    | 3610  | 49.21 |
| міське   | 0       | 100     | 0        |          | 0     |       |
| сільське | 7336    | 100     | 3726     | 50.79    | 3610  | 49.21 |

## Сусідні гміни
Гміна Кікул межує з такими гмінами: Хростково, Черніково, Ліпно, Збуйно.